# Tumi (Nagorno Karabakh)
Tumi (in armeno Տումի?, in azero Binə) è una comunità rurale del distretto di Xocavənd in Azerbaigian, facente parte fino al 2020 della regione di Hadrowt' nella repubblica dell'Artsakh (fino al 2017 denominata repubblica del Nagorno Karabakh), bagnata dall'omonimo torrente.
Secondo il censimento del 2015 contava 746 abitanti.

## Origini del nome
Il villaggio era conosciuto come Domi (armeno: Դոմի; russo: Домы; azero: Domı) durante il periodo sovietico.

## Storia

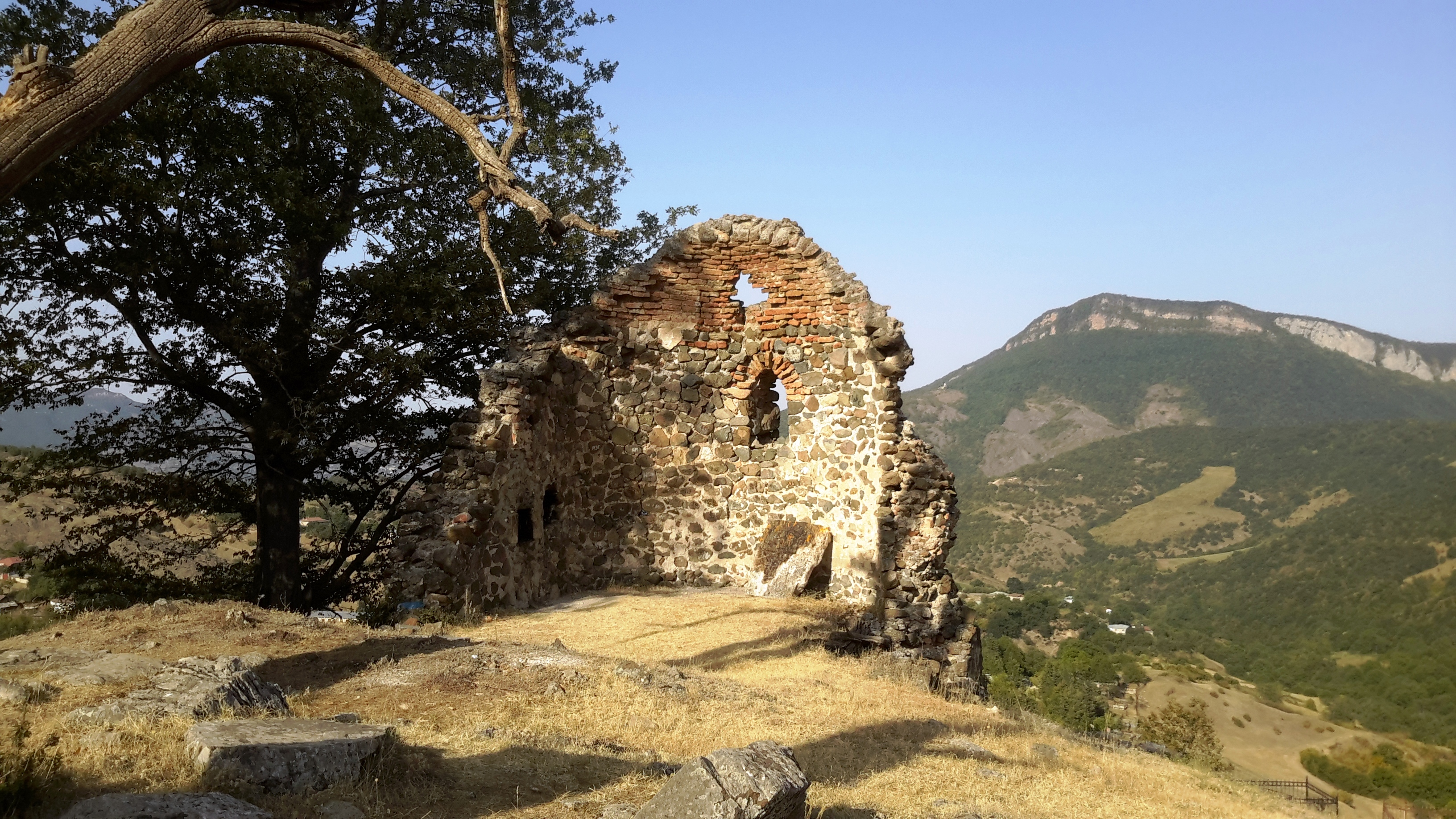
Chiesa della Croce Rossa, 11º secolo.

Durante il periodo sovietico, il villaggio faceva parte del distretto di Hadrut dell'Oblast' autonoma del Nagorno Karabakh. Dopo la prima guerra del Nagorno Karabakh, il villaggio fu amministrato dalla Repubblica di Artsakh come parte della regione di Hadrut. Il villaggio venne conquistato il 9 novembre 2020 dalle forze azere durante la guerra del Nagorno Karabakh del 2020, mentre la popolazione armena del villaggio era stata precedentemente evacuata.

## Monumenti e luoghi d'interesse

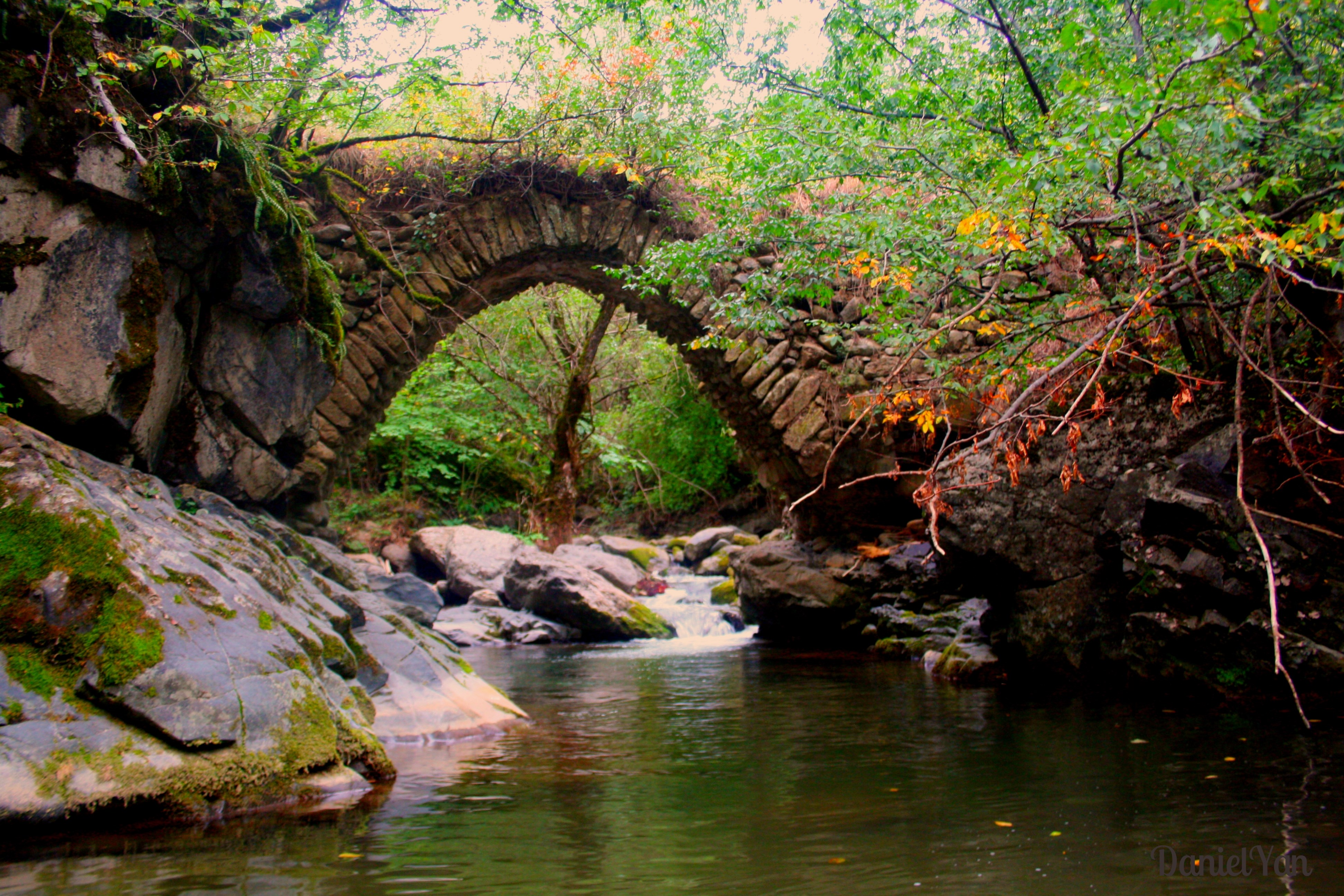
Ponte di Igakuts.

I siti del patrimonio storico all'interno e nei dintorni del villaggio includono un cimitero risalente al tra il IX e il XIX secolo, la Chiesa della Croce Rossa dell'XI secolo (in armeno: Եկեղեցի Կարմիր Խաչ, Yekeghetsi Karmir Khach), una khachkar del XII-XIII secolo, un ponte del XII-XIII secolo, la fortezza di Ghlen Kar (armeno: Ղլեն Քար, nota anche come Fortezza di Dizapayt e Gorozaberd, Գոռոզաբերդ) risalente al periodo compreso tra il XIII e il XIX secolo, e un monumento a sorgente del XIX secolo.